# Aufbau Vereinigung
Aufbau Vereinigung (с нем. — «Организация реконструкции») — подпольная организация крайне правого толка, существовавшая в Баварии в начале 1920-х годов. Была основана в Мюнхене группой немецких правых и русских эмигрантов правого направления. Целью заговорщиков было свержение Веймарской республики в Германии и правительства большевиков в России, и замена их авторитарными режимами правого толка. Была первоначально известна как «Die Brücke» (с нем. — «Мост»). Группа издавала периодическое издание «Aufbau».

## История
По мнению американского историка Майкла Келлогга, организация оказала решающее влияние на развитие идеологии национал-социализма в годы, предшествовавшие «пивному путчу» (1923 год). Келлогг утверждает, что именно члены организации передали Гитлеру идею тайного сговора между еврейскими банкирами и еврейскими лидерами большевизма, целью которого якобы было разрушение европейских монархий и мирового порядка в целом.
Келлогг утверждает, что члены Ауфбау были причастны к убийству Вальтера Ратенау и В. Д. Набокова (оба в 1922 году).
После гибели Шойбнера-Рихтера во время гитлеровского пивного путча в Мюнхене в ноябре 1923 года, организация пришла в упадок, и представления о «жизненном пространстве на Востоке» и «славянской неполноценности», естественно непопулярные у русских, заняли более заметное место в идеологии национал-социализма.
Долгосрочное влияние Ауфбау прослеживается в реализации «окончательного решения еврейского вопроса» и в решении Гитлера отвернуть войска от Москвы на Киев летом 1941 года.
Видные члены Aufbau:
- Макс Эрвин фон Шойбнер-Рихтер (балтийский немец, выходец из Российской империи)
- Альфред Розенберг (балтийский немец из Российской империи)
- Фёдор Винберг (русский офицер)
- Пётр Шабельский-Борк (русский офицер)
- Генерал Василий Бискупский (русский офицер)
- Эрих Людендорф
- Макс Аманн
- Борис Бразоль (русский эмигрант)

## Комментарии
1. ↑  Недавние исследования венского периода жизни Гитлера показали отсутствие у него антисемитизма в это время[4].